# Alessandro Tripaldelli
Alessandro Tripaldelli (Nápoles, 9 de febrero de 1999) es un futbolista profesional italiano que juega como defensa en la S. S. C. Bari de la Serie B.

## Clubes
| Club                   | País         | Año       |
| ---------------------- | ------------ | --------- |
| U. S. Sassuolo Calcio  | Italia       | 2018-2020 |
| PEC Zwolle (cedido)    | Países Bajos | 2018-2019 |
| F. C. Crotone (cedido) | Italia       | 2019      |
| Cagliari Calcio        | Italia       | 2020-2022 |
| SPAL (cedido)          | Italia       | 2021-2022 |
| SPAL                   | Italia       | 2022-2024 |
| S. S. C. Bari          | Italia       | 2024-     |